# Arrêt Pelletier
Pour les articles homonymes, voir Pelletier.
L'arrêt Pelletier est une décision rendue le 30 juillet 1873 par le Tribunal des conflits français, traditionnellement considérée comme étant l'un des « grands arrêts de la jurisprudence administrative » en ce qu'elle préfigure la distinction entre faute de service et faute personnelle au sujet de la responsabilité de l'administration.

## Distinction entre faute personnelle de l'agent public et faute de service de l'administration
C'est de cet arrêt que découle la distinction entre faute personnelle et faute de service :
- la faute personnelle est celle qui se détache assez complètement du service pour que le juge judiciaire puisse en faire la constatation sans porter pour autant une appréciation sur la marche même de l'administration ;
- la faute de service, en revanche, est le fait de l'agent qui est tellement lié au service que son appréciation implique nécessairement un jugement sur le fonctionnement de l'administration.

Selon les formules de Laferrière, il y a faute de service « si l'acte dommageable est impersonnel, s'il révèle un administrateur plus ou moins sujet à erreur » ; il y a faute personnelle s'il révèle « l'homme avec ses faiblesses, ses passions, ses imprudences » (concl. sur T.C. 5 mai 1877, Laumonnier-Carriol, Rec. p. 437).
La responsabilité pécuniaire de l'agent ne peut être mise en jeu qu'en cas de faute personnelle, et elle l'est alors devant le juge judiciaire.

## Portée de l'arrêt
La jurisprudence a évolué dans un sens plus protecteur des victimes, confrontées à l’insolvabilité des agents publics, et de ces agents eux-mêmes, qui peuvent être l’objet de poursuites abusives : même en cas de faute personnelle, sauf dépourvue de tout lien avec le service, la victime peut également, comme en cas de faute de service, poursuivre l’administration devant le juge administratif.
La validité du principe apportée par l'arrêt est donc désormais moindre qu'en 1873, le but étant d'élargir la responsabilité administrative afin d'indemniser la victime ; mais cet arrêt marque une étape importante dans l'histoire du droit administratif français dans sa formation en tant que branche autonome du droit, distincte du droit commun.